# Тойсинське сільське поселення
То́йсинське сільське поселення (рос. Тойсинское сельское поселение) — муніципальне утворення у складі Батиревського району Чувашії, Росія. Адміністративний центр — село Тойсі.

## Населення
Населення — 2510 осіб (2019, 3176 у 2010, 3737 у 2002).

## Склад
До складу поселення входять такі населені пункти:
| Населений пункт             | Населення, осіб (2002) | Населення, осіб (2010) |
| --------------------------- | ---------------------- | ---------------------- |
| Булаково, присілок          | 214                    | 199                    |
| Козловка, присілок          | 176                    | 143                    |
| Малі Шихірдани, присілок    | 116                    | 89                     |
| Нове Бахтіарово, присілок   | 531                    | 413                    |
| Старе Ахпердіно, присілок   | 763                    | 697                    |
| Старі Тойсі, присілок       | 830                    | 695                    |
| Татарські Тім'яші, присілок | 168                    | 128                    |
| Тойсі, село                 | 939                    | 812                    |